# Колюбакин, Николай Петрович
Никола́й Петро́вич Колюба́кин (1812, Москва — 1868, Москва) — генерал-лейтенант русской императорской армии, известный своими действиями на Кавказе. Сенатор с 1863 года.

## Биография
Родился около 1810 года: в 1809 году — по Н. А. Мурзанову, в 1810 году — согласно Русскому биографическому словарю А. А. Половцова, в 1811 году — согласно Энциклопедическому словарю Брокгауза и Ефрона). Происходил из мелкопоместного дворянского рода Колюбакиных. Сын генерала Петра Ивановича Колюбакина от брака с Марией Антоновной Пулавской. Его старший брат Михаил (1806—1872) был вице-губернатором Кутаисской и Тифлисской губерний, затем Бакинским губернатором. По матери приходился внуком (по другим сведениям — племянником) польскому повстанцу Пулавскому.
В 1829 году окончил благородный пансион при Царскосельском лицее.  С 1830 года служил в лейб-гвардии Гродненском гусарском полку корнетом, с 1832 года — в Оренбургском уланском полку поручиком. Участник польской войны (1830).
Отличался вспыльчивым характером. За оскорбление действием начальника был разжалован в солдаты и переведён в Тенгинский 77-й пехотный полк, на Кавказ. В боевых действиях с горцами был ранен; в 1837 году произведён в прапорщики. Был переведён в Нижегородский 17-й драгунский полк, затем служил адъютантом генерала Будберга, адъютантом генерала графа Анрепа.

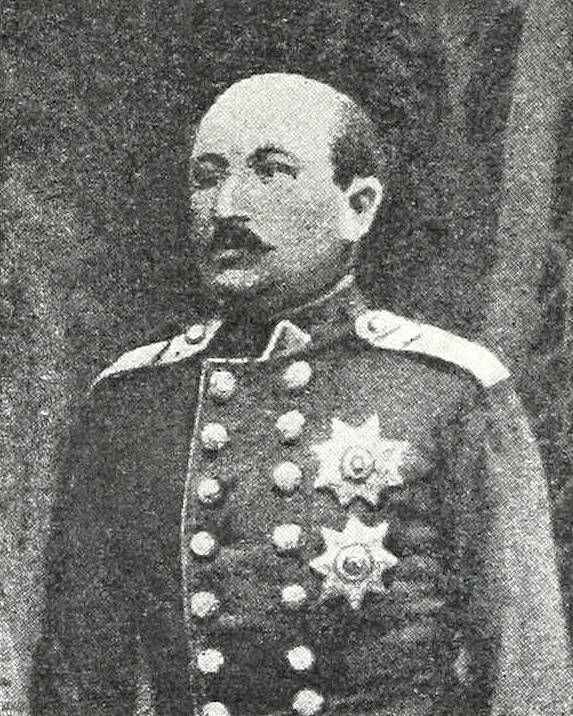
Генерал-майор
Н. П. Колюбакин.
Фото из «ВЭС»

В 1837 году, находясь в Ставрополе на лечении после ранения, Колюбакин познакомился с Лермонтовым. По мнению ряда литературоведов, послужил для поэта прообразом Грушницкого. В. Костинников утверждает, что когда Николай Петрович узнал себя в Грушницком, он, смеясь, тут же простил Лермонтову эту «злую… карикатуру».
В 1847 году произведён в подполковники, в 1857 — в генерал-майоры. Пользовался уважением у местных жителей, за вспыльчивый нрав был прозван «немирным», в отличие от брата — Михаила «Колюбакина-мирного» (бакинского губернатора).
Служил начальником Джаро-Белоканского округа, кутаисским вице-губернатором (с 1850 года), начальником III отделения Черноморской береговой линии (с 1851 года), управляющим Мингрелией (с 1857 года), эриванским военным губернатором с управлением и гражданской частью (с 1858 года).
В «Своде замечаний на проект устава о военно-морском суде» (1861) напечатал статью в поддержку готовящейся судебной реформы.

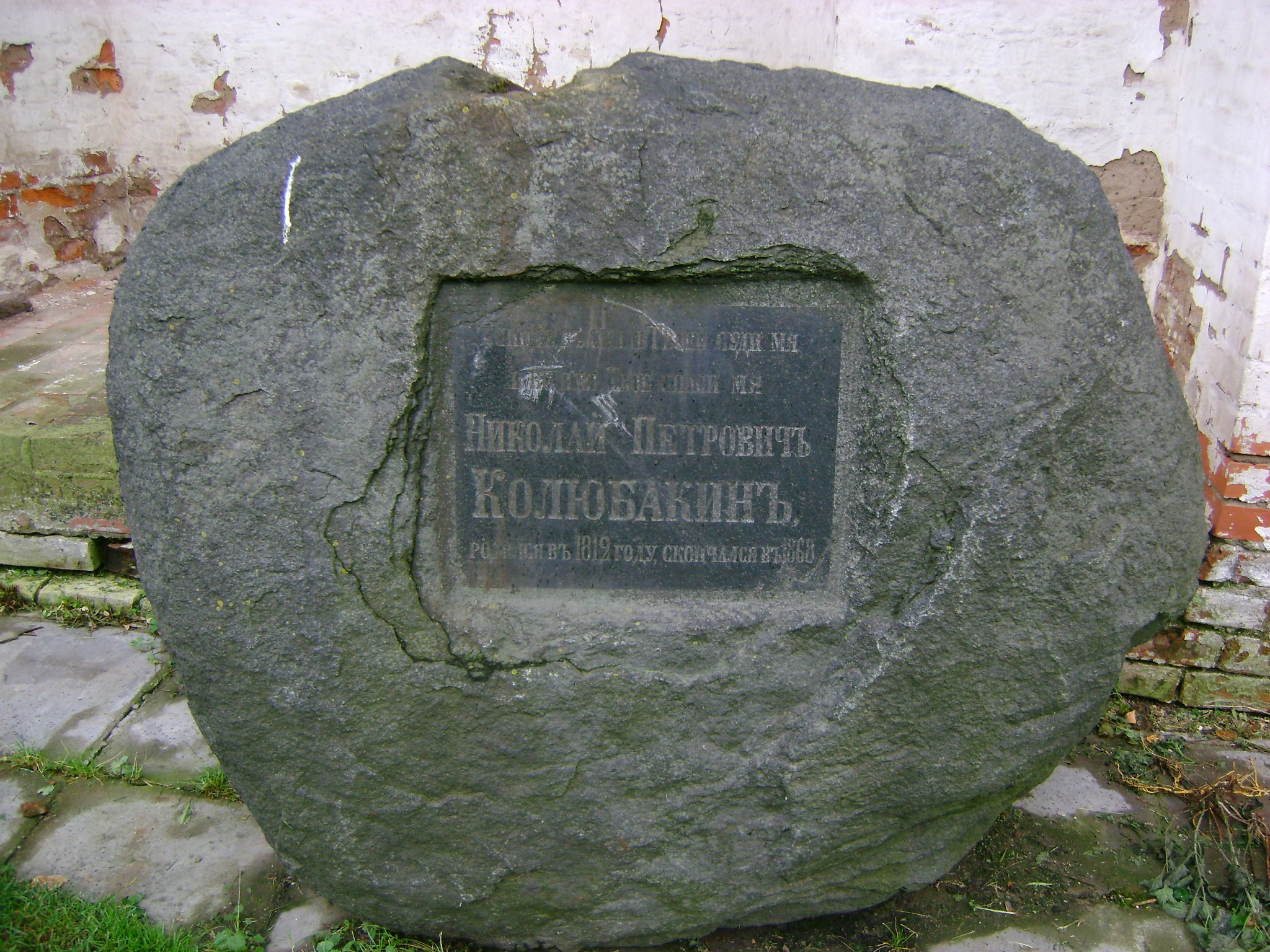
Камень с утраченной могилы

На посту кутаисского губернатора в 1862 году позволил перезахоронить в церкви владетельного князя Сванетии Константина Дадешкилиани, расстрелянного по военному суду за убийство князя А. И. Гагарина (1801—1857), за что был смещён с поста; 17 апреля 1863 года был назначен сенатором в Москву.
Умер 15 (27) октября 1868 года. Похоронен в Новодевичьем монастыре; могила была уничтожена в 1930-е годы.

## Личная жизнь и характер
По словам  современников, Колюбакин был высокого роста, с широкими плечами, с головою, гордо откинутой назад, своей фигурой он олицетворял «силу и могущество». Его маленькие, живые глаза были полны ума. Он был неутомимым в разговоре, говорил хорошо и даже красноречиво, особенно по-французски, но спорить с ним было невозможно, потому  что при первом возражении он останавливал говорящего словами: «Позвольте, я знаю, что вы хотите сказать», и продолжал сам ораторствовать. Иногда разговорившись, он терял сознание. Ещё у него была странная привычка ломать и грызть стекло. Бывало, разгорячившись, он брал пустой стакан или рюмку, разбивал её, грыз осколки и добродушно смеялся над собой. Но, по мнению мемуариста, «несмотря на невозможность характера, Колюбакин везде, где был, оставил по себе самую лучшую память в высшей степени благородного, благонамеренного и дельного начальника».
Колюбакин был женат на Александре Андреевне Крыжановской, сестре оренбургского генерал-губернатора Н. А. Крыжановского. По словам современника, она была весьма достойной женщиной, будучи некрасива собой, отличалась умом, образованием и кротким характером. Свадьба её была совершена при весьма оригинальных обстоятельствах, так сказать, «на большой дороге». Состоя начальником в Закаталах, Колюбакин выписал невесту свою в Царские Колодцы, куда сам приехал вечером в тарантасе, в сюртуке без эполет и в верблюжьих шароварах. Он от всех тщательно скрывал своё намерение жениться, невеста его ждала в церкви, шаферами у обоих были случайно встреченные на улице знакомые. По окончании церемонии он сел с женой в тарантас и привез её ночью в Закаталы. Колюбакин глубоко уважал свою жену, но к сожалению, она имела только весьма слабое влияние на характер мужа и много должна была терпеть от его запальчивости и бешеной раздражительности. Александра Андреевна увлекалась литературой, писала книги для детей и оставила воспоминания о муже, которые были напечатаны в Историческом вестнике (№ 11 за 1894 год).

## Литературные интересы
В Москве Колюбакин состоял в литературном кружке князя В. Ф. Одоевского, где его «любили за чистоту порывов и благородство стремлений». Вёл «Записки», писал стихи. Его письма к П. Ф. Хлопову напечатаны в «Русском архиве» за 1874 год. Некоторые из прочих сочинений:
- Колюбакин Н. П. О генерал-адъютанте князе Аргутинском-Долгорукове // Кавказ : газета. — 1855.
- статьи «Письма к князю В. О. Бебутову», «Из дневника», «Memento»
- Колюбакин Н. П. По случаю крестьянского вопроса в Имеретии, Гурии и Мингрелии 15-го марта 1863 г. — [СПб.], [1863]. — 119 с.[9]